# La Poussière des corons
La Poussière des corons est un roman de Marie-Paul Armand publié en 1985. Il a obtenu le prix Claude-Farrère en 1986.

## Résumé
Madeleine est née dans un coron en 1900. En 1919, elle est enceinte d'Henri, fils du patron, qui l'abandonne, mais Charles, mineur, l'épouse. Elle a un fils, Jean. En 1936, Jean apprend la vérité et quitte ses parents. En 1940, il est prisonnier dans un stalag et pardonne à ses parents. Le coron est libéré le 1er septembre 1944 et Jean en 1945, héritier d'Henri. En 1949, Jean devient ingénieur et épouse Marcelle. Charles meurt vers 1950. Jean sauve un mineur. Il a un fils en 1957.